# 島かおり
島 かおり（しま かおり、1946年7月19日 - ）は、日本の女優。本名、不破 隆子。
大阪府大阪市出身。明治大学付属中野高等学校卒業。たむらプロ所属。

## 人物
小学生時代に東京都に転居する。
1960年に知人の紹介で松竹に入社して、同年公開の映画『予科練物語 紺碧の空遠く』でデビュー。その後も松竹映画『背くらべ』（1962年）、『おしゃべりな真珠』（1965年）などに出演するが、1964年の『ただいま診察中』（東宝）より他社の作品にも出演するようになる。
1965年にフリーとなりテレビドラマに活動の場を移し、『七人の孫』（TBS）で注目される。
1969年、花王 愛の劇場『若きいのちの日記』（TBS）のヒロイン・大霜道子を演じる。本作以降、愛の劇場の『名もなく貧しく美しく』（1976年）、『白衣の姉妹』（1978年）などでもヒロインを演じ、昼メロの女王と呼ばれる。愛の劇場以外にもテレビドラマに多数出演。
1970年の『何とかしなくちゃ』で、ゴールデンタイムドラマ初主演。原作者である上坂冬子をモデルとした羽仁冬子を演じた。本作の番組欄における紹介記事の中で「さわやかに生きる20代の若者をのびのび演じたい」と述べている。
特技は、日舞。

## 『愛の劇場』のエピソード
『若きいのちの日記』当時の紹介記事では「原作を読んで、自分と同世代の女性が苦難の人生を送ったことを知り、胸が締め付けられる思いでした」と述べている。
『愛と死と』（1970年）では、骨肉腫に侵されながら最終的には母親となる女性を演じ「母親役は初めてですが、イメージチェンジを図るために一生懸命やりたい」と述べている。
『名もなく貧しく美しく』では、夫役の東野孝彦とともに、クランクイン前に1日5時間、手話の講習を受けている。
『愛の劇場』での役柄の大半は、難病など苦境に陥る役柄が大半であったが、『下町の空』（1981年）では、自由奔放な母親を嫌って故郷を捨てる女性を演じている。本作の紹介記事の中で「今回はかなり楽しんで演じています。その一方、キャラクターの内面を演じるのが難しい」と述べている。

## 出演

### 映画
- 予科練物語 紺碧の空遠く（1960年）
- 次郎物語（1960年） - 重田道江
- 悪の華（1961年）
- 大阪野郎（1961年）
- 寛美の三等社員（1961年）
- 学生重役（1961年）
- 渦（1961年）
- 女舞（1961年）
- 充たされた生活（1961年、羽仁進監督）
- 背くらべ（1962年）
- ちんじゃらじゃら物語（1962年）
- 星屑の町（1963年）
- 喜劇 駅前怪談（1964年）
- ただいま診察中（1964年）
- 喜劇 駅前大学（1965年）
- おしゃべりな真珠（1965年）
- あの雲に歌おう（1965年）
- 本能（1966年、新藤兼人監督） - キネマ旬報ベストテン第7位
- 智恵子抄 （第40回米国アカデミー賞外国語映画賞本選ノミネート作品、1967年） - ふみ子
- 喜劇 駅前桟橋（1969年）
- 喜劇 右むけェ左!（1970年）
- 急げ! 若者（1974年）
- 野性の証明（1978年） - 井上先生
- 山下少年物語（1985年）
- 激走トラッカー伝説（1991年）
- なつみ・日傘の愛（1994年）
- バースデイプレゼント（1995年）
- オボエテイル（2005年）
- 初恋 夏の記憶（2009年） - 穂波美詠子の母
- ホームカミング（2010年） - 溝口もと子
- ペコロスの母に会いに行く（2013年、森﨑東監督）
- 相棒 -劇場版III- 巨大密室! 特命係 絶海の孤島へ（2014年） - 岩代智子
- 四月になれば彼女は（2024年） - 長谷川綾子[8]

### テレビドラマ
NHK
- 遠い島から（1962年、「テレビ指定席」枠） - ※映像が現存する
- 汚れた小さな手（1962年、「テレビ指定席」枠） - ※映像が現存し、再放送もされている
- 風のある街（1966年）
- 天使の羽根（1969年） - 東川若子
- 別れて生きる時も（1969年）
- 春の坂道（1971年） - お藤
- 菜の花の沖（2001年） - およし
- ゴーストフレンズ（2009年） - 永井花代
- 中学生日記（2010年） - 吉本美代
- 離婚同居（2010年） - 岡本千代
- 天才てれびくんhello,（2021年）
- 団地のふたり 第3話（2024年） - 春日部恵子

日本テレビ
- ママとおふくろ（1965年 - 1966年） - 永井ゆかり
- 太陽野郎 第20話「小さな挑戦者」（1968年）
- 伝七捕物帳
  - 第13話「消えた姫君」（1973年） - 弁天お菊（綾姫）
  - 第132話 「真夜中の白装束」（1976年） - お袖
- おふくろの味 (テレビドラマ)（1972年） - 神村初子
- 白い牙（1974年） - 明子
- 愛のサスペンス劇場 / 霧の神話（1975年） - 草野夕子
- 新五捕物帳（ユニオン映画）
  - 第23話「日陰に咲いた花だった」（1978年） - お絹
  - 第61話「祭り囃子に来た男」（1979年） - お京
- 愛しい女（1980年） - 清里高子
- 事件記者チャボ!（1983年）
- 半七捕物帳 第2話「情け心が悪を討つ」（1992年） - おたね
- 火曜サスペンス劇場
  - 「重婚」（1983年）
  - 「フルムーン旅情ミステリー3」（1991年）

TBS
- 東芝日曜劇場/カルテロ・カルロス日本へ飛ぶ（1963年）第18回芸術祭奨励賞受賞
- 七人の孫（1964年 - 1966年）
- 花王 愛の劇場
  - 若きいのちの日記（1969年） - 主演・大霜道子
  - 愛と死と（1970年） - 中島光子
  - 北信濃絶唱（1972年） - 主演・北上圭子
  - 二十一歳の父（1974年） - 主演・好子
  - 名もなく貧しく美しく（1976年） - 主演・秋子
  - 愛と死のかたみ（1977年）
  - 白衣の姉妹（1978年） - 主演・緑川秋
  - 二十四の瞳（1979年）
  - 下町の空（1981年）主演
  - 流れる星は生きている（1982年） - 主演・藤原てい
  - 人生はガタゴト列車（1984年）
- パンとあこがれ（1969年） - 錦織節子
- 水戸黄門
  - 第1部 （1969年） - お静
  - 第27部 第1話「旅のはじめの恋騒動 -水戸・岩城-」（1999年）
- 何とかしなくちゃ（1970年） - 主演・羽仁冬子
- キイハンター 第132話「日本アルプス大追跡作戦」 （1970年）
- 恋愛術入門（TBS / 国際放映）
  - 第6話「くちづけ」（1970年11月22日）
  - 第14話「前むけ右むけ左むけ」（1971年1月24日） - 京子
  - 第23話「花と月と音楽と」（1971年3月28日） - ゆうこ
- 必殺仕置人 第25話「能なしカラス爪をトグ」（1973年、朝日放送） - 内藤秋絵
- Gメン'75（東映）
  - 第76話「幻の女」（1976年）−　三好るりこ
  - 第145話「北極回りSK980便」 - 第148話「ヨーロッパ特急大爆破」（1978年） - 宗方紀子
  - 第174話「母ちゃんは地獄へ行け!」（1978年） - 谷口邦子
  - 第188話「新幹線 ひかり131号」（1978年） - 戸田光子
  - 第250話「パリ・セーヌ川に浮かんだ裸女」（1980年） - 田口ナオミ
- ポーラテレビ小説「マリーの桜」（1980年） - 岡野雪江
- Gメン'75 - 片桐ちぐさ
  - 第273話「怪談死霊の棲む家」（1980年）
  - 第276話「夜囁く女の骸骨」（1980年）
  - 第281話「夜歩く魔物の花嫁」（1980年）
  - 第285話「満月の夜 女の血を吸う男」（1980年）
  - 第290話「X'masカードの中の人骨」（1980年）
  - 第296話「雪の夜に悪魔が生んだ赤ん坊」（1981年）
  - 第302話「露天風呂に浮かんだ白い死体」（1981年）
  - 第315話「独房の中の花嫁」（1981年）
  - 第326話「闇の中の女子大生殺人」（1981年）
  - 第351話「幽霊の指紋」（1982年）
- Gメン'82（近藤照男プロダクション） 第16話「花嫁強盗団」（1983年） - 片桐ちぐさ
- さよならを数えて（1983年）
- うちの子にかぎって…（1984年） - 森原瑞穂
- かけおち通り（1988年） - 畠中里子
- HOTEL 第3シリーズ 第8話「にせベルガール」（1994年5月26日） - 片桐春江
- ドラマ30（中部日本放送）
  - 風たちの遺言（1995年） - 松山春江
  - キッズ・ウォー（1999年 - 2003年） - 今井友恵
  - スウとのんのん（2005年） - 佐伯志津
- サラリーマン金太郎（2002年） - 丸山咲子
- 松本清張特別企画・殺意（2004年）
- ペテロの葬列（2014年） - 迫田とよ子
- メゾン・ド・ポリス（2019年） - 金森春子
- k2 池袋署刑事課 神崎・黒木（2020年） - 牧野洋子

フジテレビ
- 船場（1967年 - 1968年、関西テレビ）
- 三匹の侍 第6シリーズ 第12話「土は哭いていた」（1968年） - おさよ
- 恐怖劇場アンバランス 第8話「猫は知っていた」（1973年） - 仁木悦子
- 銭形平次（1978年） - おしん
- 泳げ! 第5コース（1986年、関西テレビ）
- ドク（1996年） - 長瀬美智子
- 世にも奇妙な物語
  - 世にも奇妙な物語 春の特別編 (2000年)「最期の瞬間」（2000年） - 水谷美子
- 八つ墓村（2004年） - 梅幸尼
- 白い巨塔（2004年） - 斎藤たかよ
- 曲がり角の彼女（2005年） - 甲本のぶ子
- SP 警視庁警備部警護課第四係（2007年） - 加藤君枝
- コード・ブルー -ドクターヘリ緊急救命-（2008年 - 2010年） - 藍沢絹江
- 任侠ヘルパー（2009年） - 北浦ナツ
- 泣かないと決めた日（2010年） - 佐野和枝
- やっとかめ探偵団（2011年） - 園部カヨ
- BOSS 2ndシーズン 第4話 （2011年 - 5月12日） - 尾上八重子
- Dear ママ（2012年） - 平山佳子
- よろず占い処 陰陽屋へようこそ（2013年） - 門倉百合江
- アンダーウェア（2015年） - 大野アヤ
- 赤と黒のゲキジョー最終回「号泣裁判」（2015年3月13日）
- 櫻子さんの足下には死体が埋まっている（2017年） - 東藤君子
- シャーロック（2019年） - 不破凛子
- 金曜エンタテイメント
  - 「おばさんデカ 桜乙女の事件帖」（1996年） - 梅原英子
  - 「女ざかり!!区役所の名探偵2」（2001年） - 寿美華子
- 金曜プレステージ
  - 「赤い霊柩車シリーズ26 黒い同窓会」（2010年） - 河合治子
  - 「外科医 鳩村周五郎10」（2012年） - 石野小枝子
  - 「浅見光彦シリーズ48」（2013年） - 守山菊江
- 金曜プレミアム
  - 「浅見光彦シリーズ52」（2015年） - 西岡光子

テレビ朝日
- 大忠臣蔵（1971年） - 潮田ゆう（おゆう）
- 人魚亭異聞 無法街の素浪人（1976年） - お竜
- 特捜最前線（東映）
  - 第61話「目撃・髪を残した女！」（1978年）
  - 第309話「撃つ女！」（1983年）
- 東京メグレ警視シリーズ 第16話「警視とひとりぼっちの男」（1978年、朝日放送）
- 新・女捜査官 第10話「海外逃亡の男を待つ温泉町の女」（1983年、朝日放送）
- どうぶつ通り夢ランド 第12話「クリスマスの夜 白いラマに乗って」（1986年）
- さすらい刑事旅情編（東映）
  - 第4シリーズ 第19話「瀬戸大橋・断崖に立つ女・消された記憶」（1992年） - 波多野秋子
- はぐれ刑事純情派（東映）
  - 第2シリーズ（1989年） - 鈴木愛
  - 第4シリーズ 第15話「恐怖の電話 預金を盗まれた主婦」（1991年） - 寺沢節子
- はみだし刑事情熱系（2004年） - 九十九花江
- 女刑事みずき〜京都洛西署物語〜（2005年） - 黒井容子
- 刑事部屋〜六本木おかしな捜査班〜（2005年） - 細谷満代
- ペーパー離婚〜娘の結婚VS親の離婚〜（2010年） - 瀬川妙子
- 相棒
  - Season16 第10話（2018年） - 椎名春子
  - Season22 第18話（2024年） - 加藤静子
- 土曜ワイド劇場
  - 「豪華ヨット初恋ツアー殺人事件」（1990年） - 朝倉萌子
  - 「探偵・神津恭介の殺人推理」（1990年） - 高浜美代
  - 「高橋英樹の船長シリーズ」（1995年） - 村山秋子
  - 「温泉医ぽっかや診療所事件カルテ3」（2003年） - 井沢とし江

テレビ東京
- ワン・ツウ アタック!（1971年） - 前田陽子
- おんな組アクション控 （1972年） - お紋
- 怨み屋本舗スペシャル（2008年） - 白川タエ
- 湯けむりスナイパー（2010年） - 水原先生
- ダブルチート 偽りの警官 Season1 第1話（2024年4月26日、テレビ東京・WOWOW） - 鈴木しのぶ[9]
- 水曜ミステリー9
  - 「捜査検事・近松茂道」（2005年） - 奥村静代
  - 「北アルプス山岳救助隊・紫門一鬼」（2005年） - 藤野喜代
  - 「新米事件記者・三咲」（2006年） - 秋元タキ

WOWOW
- この街の命に（2016年） - 幡枝絹江

### テレビ番組
- 歌のグランドヒットショー（1968年10月2日 - 、NET）
- 東芝アラカルトサロン・しあわせの味（1973年 - 1974年、日本テレビ） - 司会（関口宏、杉田かおると共にフレッシュトリオとして）
- 午後は○○おもいッきりテレビ(日本テレビ)

### ラジオ番組
- 星空の二人（TBSラジオ、1968年）
- ヤングタウンTOKYO（TBSラジオ）

## ディスコグラフィ

### シングル
| 発売日               | 面                   | タイトル             | 作詞                 | 作曲                 | 編曲                 | 規格                 | 規格品番             |
| ミノルフォンレコード | ミノルフォンレコード | ミノルフォンレコード | ミノルフォンレコード | ミノルフォンレコード | ミノルフォンレコード | ミノルフォンレコード | ミノルフォンレコード |
| -------------------- | -------------------- | -------------------- | -------------------- | -------------------- | -------------------- | -------------------- | -------------------- |
| 1968年6月10日        | A                    | 気にしないで         | 幸田栄               | 遠藤実               | 遠藤実               | EP                   | KA-208               |
| 1968年6月10日        | B                    | ゆるしてほしい       | 幸田栄               | 遠藤実               | 遠藤実               | EP                   | KA-208               |
| 日本コロムビア       |                      |                      |                      |                      |                      |                      |                      |
| 1978年4月1日         | A                    | 道                   | 佐藤純弥             | 菊池俊輔             | 菊池俊輔             | EP                   | GK-513               |
| 1978年4月1日         | B                    | 愛                   | 佐藤純弥             | 菊池俊輔             | 菊池俊輔             | EP                   | GK-513               |